# Giuseppe il Giusto
Giuseppe, detto Barsabba, soprannominato il Giusto, fu un discepolo di Gesù. 

## Biografia
La sua vicenda è narrata nel primo capitolo degli Atti degli Apostoli: dopo il suicidio di Giuda, Giuseppe fu candidato, insieme con Mattia, a prendere il posto abbandonato dall'Iscariota tra gli Apostoli; benché fosse stato sorteggiato Mattia per essere associato agli apostoli, Giuseppe si adoperò ugualmente nel ministero della predicazione.
Secondo Eusebio di Cesarea ed Epifanio di Salamina era uno dei settantadue discepoli di cui parla l'evangelista Luca, designati da Gesù per precederlo nei luoghi dove stava per recarsi.
Talvolta è identificato con Giuseppe (o Ioses), parente di Gesù citato nel Vangelo di Marco, e con Giusto, che fu il terzo vescovo di Gerusalemme, ma entrambe le interpretazioni sembrano essere erronee.
Era probabilmente fratello del Giuda di cui si parla al capitolo 15 degli Atti degli Apostoli, scelto con Sila per accompagnare Paolo e Barnaba ad Antiochia: anche questo Giuda, infatti, è detto "Barsabba" (figlio di Šĕbhā).
Una tradizione tramandata da Papia di Gerapoli racconta che Giuseppe il Giusto avrebbe bevuto, senza subirne conseguenze, del veleno mortale che gli era stato offerto. Gli apocrifi Atti di Paolo narrano che fu incarcerato sotto Nerone ma presto liberato.

## Culto
Il suo elogio si legge nel Martirologio romano al 20 luglio, dov'è descritto come beato. Nei sinassari delle Chiese d'Oriente è ricordato il 30 giugno.